# Amtsgericht Herzogenaurach
Das Amtsgericht Herzogenaurach war ein von 1879 bis 1959 bestehendes bayerisches Gericht der ordentlichen Gerichtsbarkeit mit Sitz in der Stadt Herzogenaurach.

## Geschichte
Herzogenaurach war bereits Sitz eines Gerichts des Hochstifts Bamberg. 1812 wurde im Verlauf der Verwaltungsneugliederung Bayerns das Landgericht Herzogenaurach errichtet. Anlässlich der Einführung des Gerichtsverfassungsgesetzes am 1. Oktober 1879 kam es zur Errichtung eines Amtsgerichts in Herzogenaurach, dessen Sprengel aus dem Bezirk des gleichzeitig aufgehobenen Landgerichts Herzogenaurach gebildet wurde. Im Zweiten Weltkrieg zur Zweigstelle herabgestuft, wurde es 1959 endgültig aufgehoben und dem Amtsgericht Erlangen zugeordnet.